# Portapalets
Un portapalets, portapaletes, transpalet, transpaleta o toro (manual o amb motor) (ang. pallet truck) és un carretó elevador que permet d'aixecar i transportar palets i la seva càrrega.